# USS Cubera (SS-347)
Za druga plovila z istim imenom glejte USS Cubera.
USS Cubera (SS-347) je bila jurišna podmornica razreda balao v sestavi Vojne mornarice Združenih držav Amerike.
Podmornico so leta 1972 prodali Venezueli, kjer so jo preimenovali v ARV Tiburon (S-12).